# Uncaria lancifolia
Uncaria lancifolia är en måreväxtart som beskrevs av John Hutchinson. Uncaria lancifolia ingår i släktet Uncaria och familjen måreväxter. Inga underarter finns listade i Catalogue of Life.